# PSV Salzburg (Volleyball)
Der PSV Salzburg ist ein Volleyballverein aus der Stadt Salzburg. Er spielt unter dem Namen PSV Volleyballgemeinschaft (VBG) Salzburg mit einem Frauen- und einem Männer-Team in der zweithöchsten Liga Österreichs.

## Geschichte
Nach dem finanziellen Kollaps des damaligen Salzburger Vertreters in der 1. österreichischen Bundesliga, Volley Salzburg, vormals Paris Lodron Salzburg, Uniqua Salzburg oder Quadriga Salzburg im Jahre 2004  wechselte die Mannschaft mit dem aus Innsbruck zurückgekehrten Trainer Ulrich Sernov zum Polizeisportverein Schwarz Weiß Salzburg. Man erhielt die Lizenz zum Weiterverbleib in der Bundesliga mit großer Unterstützung der lokalen Politiker sowie des österreichischen Volleyballverbands und schaffte im ersten Jahr des Bestehens den Klassenerhalt.
In den folgenden Jahren hinkte der sportliche Erfolg den ambitionierten Zielen der Vereinsführung hinterher. Man bildete mit dem lokalen Frauenverein VBG Salzburg eine Spielgemeinschaft, die von 2006 an als PSV Volleyballgemeinschaft Salzburg, kurz PSvBG Salzburg oder PSV VBG Salzburg auftrat. Nach einer durchwachsenen Saison 2008/09 – die Frauen erreichten Rang zehn in der 1. Bundesliga, die Männer Rang neun der 1. Bundesliga – musste sich der Verein, aufgrund des Rückzugs eines Hauptsponsors, aus der höchsten Spielklasse verabschieden.
Nach einem Jahr in der Salzburger Landesliga, die dritte österreichische Leistungsstufe, spielen seit der Saison 2010/11 das Frauenteam und das Männerteam unter dem Namen PSV VBG Salzburg in der zweithöchsten Spielklasse Österreichs. In der Saison 2013/14 stieg die Frauenmannschaft in die 1. Bundesliga auf.

## Erfolge
Männer
Unter dem Namen Paris Lodron Salzburg:
- 1 × Österreichischer Meister: 1995
- 2 × Österreichischer Cupsieger: 1992, 1995

Unter dem Namen PSV VBG Salzburg in der Austrian Volley League
- 9. Platz 2004/05
- 7. Platz 2005/06

Frauen
Unter dem Namen UVC Salzburg:
- 1 × Österreichischer Meister: 1993
- 2× Österreichischer Cupsieger: 1988, 1991

Unter dem Namen PSV VBG Salzburg in der Austrian Volley League Women
- 5. Platz 2015/16

Nachwuchs
- Vizemeister der männlichen Jugend (U17) 2006